# Корбин, Вирджиния Ли
Вирджи́ния Ли Ко́рбин (англ. Virginia Lee Corbin), урождённая — Вирджи́ния ЛаВе́рн Ко́рбин (англ. Virginia LaVerne Corbin; 5 декабря 1910, Прескотт, Аризона, США — 5 июня 1942, Уинфилд, Иллинойс, США) — американская актриса немого кино.

## Биография и карьера
Вирджиния родилась 5 декабря 1910 года в Прескотте (штат Аризона, США) в семье Леона Е. Корбина и Фрэнсис Кокс-Корбин. У неё была сестра, тоже актриса — Рут Корбин.
Вирджиния начала сниматься в кино в детском возрасте.

## Личная жизнь
В 1929—1937 года Вирджиния была замужем за биржевым маклером Теодором Элвудом Кролом, у них родилось двое сыновей — Филипп Гарольд (род.16.08.32) и Роберт Ли (род.29.01.35).
Во второй раз Вирджиния вышла замуж вновь за биржевого маклера Чарльза Джейкобсона и была за ним замужем непродолжительное время.

## Смерть
31-летняя Вирджиния Ли Корбин скоропостижно скончалась от туберкулёза 5 июня 1942 года в Уинфилде (штат Иллинойс, США).